# Melville Fuller
Melville Weston Fuller  (11 de Fevereiro de 1833 – 4 de Julho de 1910) foi Chefe de Justiça dos Estados Unidos da América de 8 de outubro de 1888 a 4 de julho de 1910.